# Brachypremna abitaguae
Brachypremna abitaguae är en tvåvingeart som beskrevs av Alexander 1946. Brachypremna abitaguae ingår i släktet Brachypremna och familjen storharkrankar.
Artens utbredningsområde är Ecuador. Inga underarter finns listade i Catalogue of Life.